# La Romana (Espanha)
La Romana é um município da Espanha na província de Alicante, Comunidade Valenciana. Tem 43,3 km² de área e em 2021 tinha 2 542 habitantes (densidade: 58,7 hab./km²).

## Demografia
| Variação demográfica do município entre 1991 e 2004 | Variação demográfica do município entre 1991 e 2004 | Variação demográfica do município entre 1991 e 2004 | Variação demográfica do município entre 1991 e 2004 |
| --------------------------------------------------- | --------------------------------------------------- | --------------------------------------------------- | --------------------------------------------------- |
| 1991                                                | 1996                                                | 2001                                                | 2004                                                |
| 1909                                                | 2005                                                | 2044                                                | 2235                                                |